# Шафер, Наум Григорьевич
Наум Григорьевич (Нахман Гершевич) Шафер (13 января 1931, Кишинёв — 11 октября 2022, Павлодар) — советский и казахстанский музыковед, коллекционер-филофонист, композитор и литературовед.
Кандидат филологических наук (1965, по творчеству Бруно Ясенского). Профессор кафедры русской филологии Павлодарского государственного педагогического института и с 1996 года — Павлодарского государственного университета им. С. Торайгырова.

## Биография
Родился в Кишинёве в семье Герша Лазаревича Шафера (1903—1974) и Гиты Соломоновны Шафер (1905—1957), раннее детство провёл в Леово (в ту пору в аннексированной Румынией Бессарабии). Учился в еврейской школе сети Тарбут. 13 июня 1941 года был депортирован вместе с родителями и младшим братом в Казахстан, жил в колхозе «Новый быт» в посёлке 31 (Акмолинская область). Отец был отправлен в Свердловскую область на лесоповал, освобождён спустя два года.
Обучался игре на фортепиано у Раисы Исааковны Горешник, сначала частным образом, затем в музыкальной школе. Окончил школу в Акмолинске и филологический факультет Казахского государственного Университета им. С. М. Кирова. Брал уроки композиции у Е. Г. Брусиловского и самостоятельно начал сочинять музыку под псевдонимом Нами Гитин (иногда Н. Гитин, по имени матери — Гиты Соломоновны).
Работал учителем русского языка и литературы в средних школах Казахстана (в Малороссийке и Акмолинске), окончил аспирантуру при Казахском государственном университете, после чего был направлен преподавателем в Целиноградский педагогический институт.
Занимался творчеством Бруно Ясенского и Михаила Булгакова, опубликовал различные редакции оперных либретто последнего (и раннее неопубликованные драмы «Пётр Великий» и «Рашель», журнал «Советская музыка», 1988, № 2). Опубликовал ряд статей по истории бардовской песни, творчеству Булата Окуджавы и Владимира Высоцкого, методике преподавания классической и современной литературы и музыки в средней школе. Отдельными изданиями вышли биография Исаака Дунаевского и его эпистолярное наследие, собранное и прокомментированное Н. Г. Шафером, а также оконченные либретто М. А. Булгакова и нотные материалы композиций И. Дунаевского к этим либретто, реконструированные Шафером по сохранившимся отрывкам. Составитель нескольких литературно-музыкальных программ на грампластинках и компакт-дисках (в том числе фортепианных пьес И. О. Дунаевского к драмам М. А. Булгакова, 1993), а также компакт-дисков песен целиноградского барда Виктора Мильто (2004) и собственных композиций.
В 1971 году в Павлодаре арестован по ст. 170-1 УК КазССР за хранение и распространение самиздата, осуждён на полтора года лишения свободы. Диссертация на соискание учёной степени доктора филологических наук (тема диссертации «Русская гражданская поэзия за сто лет: от Некрасова до Евтушенко») была отклонена. Освобождён 12 марта 1973 года.
Печатался в журналах «Дружба народов», «Простор», «Музыкальная жизнь», «Советская музыка», «Сибирские огни», «Театр», «Театральная жизнь», «Огонёк», «Киноведческие записки», «Корни», газетах — «Литературной газете», «Известиях», «Общей газете» и других. Начиная с середины 1960-х годов многолетний сотрудник газеты «Звезда Прииртышья». Член Союза журналистов Казахстана.

## Семья
Жена (с 1955 года) — Наталья Михайловна Капустина (род. 1933), педагог. Дочь Елизавета (род. 1957).
Младший брат — целиноградский педагог и коллекционер Лазарь Гершевич Шафер (род. 1938, Кишинёв), автор статей по методике преподавания литературы в средней школе, бывший председатель еврейского культурного центра «Алеф» в Астане.

## Коллекция
Собранная Наумом Шафером коллекция из 27 тысяч граммофонных и патефонных пластинок составила основу музея «Дом Шафера» в Павлодаре (2001). В музее также представлены собранные Шафером 1500 бобин магнитофонных записей и 1500 аудиокассет.

## Награды
- Медаль «За заслуги» Евроазиатского еврейского конгресса (2011)[38]
- Медаль «20 лет независимости Республики Казахстан» (2011)[39]
- Почётный гражданин Павлодарской области[40]

## Книги
- Дунаевский сегодня. Москва: Советский композитор, 1988. — 184 с. — 28000 экз.[41][42][43] — ISBN 5-85285-022-5
- М. А. Булгаков. Оперные либретто («Минин и Пожарский», «Чёрное море», «Пётр Великий», «Рашель»). Составление, вступительная статья и комментарии Н. Г. Шафера. Павлодар: ЭКО, 1998. — ISBN 99654490301 (ошибоч.)
- Исаак Дунаевский. «Когда душа горит творчеством…. Письма к Раисе Рыськиной». Составление, вступительная статья, комментарии и послесловие Н. Г. Шафера. Астана: Государственное издательство «Елорда», 2000.[44] — ISBN 9965-06-016-9
- «Почтовый роман: переписка И. О. Дунаевского и Л. С. Райнль» (1937—1953). Составление, вступительная статья, комментарии и послесловие Н. Шафера. Москва: Композитор, 2001.[45] — ISBN 5852854956
- Наум Шафер. «Дворняги, друзья мои…» Очерки и статьи. Павлодар: ТОО НПФ «ЭКО», 2001.
- Исаак Дунаевский. «Если Вам нужны мои письма… Письма к Л. Г. Вытчиковой». Публикация, вступительная статья, комментарии и послесловие Н. Г. Шафера. Павлодар: ТОО НПФ «ЭКО», 2005. — ISBN 9965060169
- Доверчивые тетради. Этюды о поэзии Ольги Григорьевой. Павлодар: ИП Сытина Н. И., 2017. — 74 с. — ISBN 978-601-284-176-3
- День Брусиловского (мемуарный роман). Павлодар: ИП Сытина Н. И., 2017. — 544 с[46][47]. — ISBN 978-601-284-221-0

## Нотные издания
- Исаак Дунаевский в гостях у Михаила Булгакова: Пьесы для фортепиано. Составление и вступительная статья Н. Шафера. Общая редакция Л. Топорковой. Москва: Композитор, 2001.[48]
- Нами Гитин. Вечерний вальс. Переложение для эстрадно-симфонического оркестра Анатолия Оноприенко. Партитура. Издательство «Композитор — Санкт-Петербург», 2007.[49]
- Нами Гитин. Фрагменты оперы «Печорин». Павлодар, 2014.
- Нами Гитин. Нам верить и ждать суждено... Избранные произведения. Нотный сборник. Нур-Султан: Фолиант, 2021. — 336 с. — ISBN 978-601-338-664-5

## Музыкальные издания
- Исаак Дунаевский в гостях у Михаила Булгакова. Грампластинка. Составление и подготовка нотного материала — Н. Шафера. Исполнитель — Л. Топоркова (фортепиано). Фирма «Большой зал», Москва; производственное объединение «Гамма», Павлодар. Ташкентский завод грампластинок, 1993.
- Кирпичики (грампластинка). Антология городской русской песни за 100 лет (1850-е — 1950-е). Составление и музыкально-литературная редакция Н. Шафера. Фирма АРТИ, Алма-Атинская студия грамзаписи. Апрелевский завод грампластинок, 1995.
- Надежды свет. Антология еврейской песни на русском языке. Компакт-диск. Составление и музыкально-литературная редакция Н. Шафера. Павлодар, 2003.
- Нами Гитин. «Одинокий самолёт». Романсы и песни прошлого века в исполнении Светланы Немолочновой. Музыка Нами Гитина. Павлодар, 2003.
- Золотистые рассветы. Концерт духового оркестра ГДЦ г. Павлодара. Компакт-диск. Павлодар, 2005.
- Калейдоскоп. Мелодии Нами Гитина. Компакт-диск. Павлодар, 2006.
- 25 июля. День памяти Исаака Дунаевского и Владимира Высоцкого. Двойной CD-альбом. Составитель — Наум Шафер. Павлодар, 2007.
- Отворите мне темницу. Антология тюремной песни XIX—XX веков. Компакт-диск. Составление, нотация и общая музыкально-литературная редакция Н. Шафера. Павлодар, 2008.

## Избранные статьи
- Одна из самых великих песен. Советская музыка, октябрь 1987.
- Владимир Высоцкий как композитор. Театр, № 6, 1988.
- Булгаков-либреттист // М. А. Булгаков драматург и художественная культура его времени: сборник статей (сост. А. Нинов; науч. рук. В. Гудкова; художник А. Дугин). М.: Союз театр. деятелей РСФСР, 1988. — С. 343—357.
- Первый концерт. Музыка и ты (выпуск 8). М.: Советский композитор, 1989.
- О так называемых «блатных песнях» Владимира Высоцкого. Музыкальная жизнь, № 20—21, 1989.
- Драма или фарс?: Об оперном либретто М. А. Булгакова «Чёрное море» // Музыкальная жизнь. — 1995. — № 5—6.
- Золотая моя Москва: к истории Гимна столицы // Музыкальная жизнь. — 1996. — № 3—4.
- К 70-летию фильма «Искатели счастья». Киноведческие записки, № 78, 2006.
- Испытание жизнью: К 100-летию Ю. О. Домбровского. Сибирские огни, № 10, 2009.
- Максим Горький и Павел Васильев: К проблеме контекста в литературе и жизни. Сибирские огни, № 1, 2010.